# Preixana
Preixana è un comune spagnolo di 423 abitanti situato nella comunità autonoma della Catalogna, nella provincia di Lleida.

## Economia
La principale attività economica del villaggio è l'agricoltura.